# ГЕС Грабовиця
ГЕС Грабовиця — гідроелектростанція у Герцеговині (південний схід Боснії і Герцеговини), споруджена на річці Неретва. Входить до складу каскаду й розміщена між ГЕС Ябланиця (вище за течією) та ГЕС Салаковац.
Для спорудження станції річку перекрили бетонною гравітаційною греблею висотою 60 метрів, що утворило водосховище корисним об'ємом 5 млн м3. Машинний зал, включений у конструкцію греблі, обладнаний двома турбінами типу Каплан загальною потужністю 114 МВт. При максимальному напорі в 37 метрів це забезпечує виробництво 0,3 млрд кВт·год на рік.